# 天津德租界
天津德租界是近代中国两个在华德租界之一（另外一个是汉口德租界），同时也是天津的九国租界之一。該租界范围基本相于现在河西区的大营门街道和下瓦房街道。由于德租界于1976年唐山大地震中受灾严重，故天津德租界的建築物大多消失。

## 历史

### 设立
天津德租界是光绪二十一年（1895年）五月，德国驻华公使绅柯向清廷总理衙门提出照会，借口德国在中日甲午战争中“迫日还辽（东半岛）”有“功”，向清政府索取租界，要求享受与英、法等国同等特殊待遇。清政府饬令天津海关道同驻津德国领事商谈划定租界事宜。同年九月十三日（10月30日），天津海关道盛宣怀、天津道李岷琛与德国领事司艮德签订《天津条约港租界协定》，允许德国在天津永久设立租界。界址为：东临海河；北接美租界（今开封道东段）；西至海大道（今大沽路）；南自小刘庄之北庄外起顺小路（今琼州道）至海大道。占地1034亩。

### 扩张
光绪二十六年（1900年）八国联军入侵，德國人乘機擴大租界。翌年，德国强迫清政府于六月初五（7月20日）与之签订《推广租界合同》。
光绪二十八年（1902年），直隶总督袁世凯派天津海关道唐绍仪接收联军都统衙门时，德租界当局已将德军占据之地划入新界。扩张后的德租界地界：东临海河；北与英租界接壤；南迄今琼州道，并从下瓦房南延至今围堤道附近再向北折回琼州道；西界沿今广东路向西至马场道。总计占地2304亩（德租界面积备资料记载不一，尚有2434亩、2440亩和4200亩等几种说法）。

### 收回
第一次世界大战爆发后，1917年8月14日中国政府宣布接收天津德租界，改为天津特别行政区一区（特一区）。德国战败後，德国政府声明承担《凡尔赛和约》中有关在华租界条款，除青岛等地被日本占领外，中国政府正式将天津德租界收回。

## 管理

### 工部局
- 德国工部局

### 领事馆
- 德国领事馆

### 兵营
- 德国兵营

## 市政

### 道路
| 當時路名     | 德語名稱             | 現時路名 | 现时路段           |
| 威廉街       | Wilhelm Straße       | 解放南路 | 开封道至琼州道     |
| 穆姆街       | Mumm Straße          | 徐州道   | 大沽南路至台儿庄路 |
| 罗尔沙伊特街 | Rohrcheidt Straße    | 蚌埠道   | 大沽南路至台儿庄路 |
| 施赖雅街     | Schreyer Straße      | 镇江道   | 大沽南路至解放南路 |
| 埃姆登街     | Emden Straße         | 杭州道   | 大沽南路至解放南路 |
| 德璀琳街     | Detring Straße       | 绍兴道   | 大沽南路至台儿庄路 |
| 鲁母普街     | Rump Straße          | 宁波道   | 大沽南路至台儿庄路 |
| 法尔肯海恩街 | Falkenhaye Straße    | 奉化道   | 大沽南路至台儿庄路 |
| 钦莫曼街     | Zimmerman Straße     | 温州道   | 琼州道至台儿庄路   |
| 司艮德街     | Seckendorff Straße   | 台北路   | 奉化道至温州道     |
| 海滨街       | Strand Straße        | 台儿庄路 | 开封道至琼州道     |
| 俱乐部街     | Verein Straße        | 江苏路   | 徐州道至浦口道     |
| 纪念碑街     | Denkmal Straße       | 浦口道   | 大沽南路至台儿庄路 |
| 墙子河街     | Qiangzi Fluss Straße | 南京路   | 大沽南路至台儿庄路 |
| 学校街       | Schule Straße        | 台湾路   | 绍兴道至奉化道     |
| 大沽街       | Taku Straße          | 大沽南路 | 开封道至琼州道     |
| 平行三号街   | Parallel 3 Straße    | 福建路   | 绍兴道至琼州道     |
| 平行四号街   | Parallel 4 Straße    | 闽侯路   | 绍兴道至琼州道     |
| 1号街        | 1 Straße             | 厦门路   | 苏州道至琼州道     |
| 2号街        | 2 Straße             | 江西路   | 合肥道至苏州道     |
| 3号街        | 3 Straße             | 南昌路   | 马场道至徽州道     |
| 4号街        | 4 Straße             | 九江路   | 马场道至徽州道     |
| 5号街        | 5 Straße             | 广东路   | 马场道至琼州道     |
| E街          | E Straße             | 合肥道   | 马场道至南京路     |
| F街          | F Straße             | 芜湖道   | 九江路至江西路     |
| B街          | B Straße             | 苏州道   | 广东路至大沽南路   |
| D街          | D Straße             | 徽州道   | 广东路至大沽南路   |

### 公园
- 德国公园

### 雕塑
- 罗兰铜像

## 经济

### 房地产
- 东光大楼
- 德国大院

### 娱乐
- 康科迪亚俱乐部
- 光陆电影院

### 饭店
- 起士林-巴德咖啡馆

## 宗教
天主教德国圣言会在天津德租界威廉街（今解放南路）设有账房（办事处）仁德堂，经营房地产，为其在山东南部、河南以及甘肃、青海、新疆的传教区提供经费。
1913年，卫理公会在5号街（今广东路）设立三义庄教会，并在浦口道丁家胡同开办爱育服务社。
德租界交还以后，特一区范围内又陆续出现若干教堂。日本牧师加莱国生在今宁波道设有教会。1935年，圣公会在今九江路开设一座面向华人的救主堂。1937年，由信徒雍剑秋捐资，通圣会在威尔逊路（今解放南路）兴建天津圣经神学院（今河西区社会主义学院所在地），校内设有中街教会。1942年，美国五旬节派传教士艾柏尔创立南昌路神召会。天主教会于1950年在解放南路56号开辟小白楼法蒂玛圣母堂，由荷兰神父负责。1955年天主教会购买上海道（今南京路）的犹太会堂，将小白楼堂迁至那里。1939年，日军征用原天津俄租界内的东正教天津圣母帡幪堂，改建仓库，异地重建于原德租界内（今琼州道河西医院旁），于1942年建成。

## 教育
- 圣功女中
- 德华学堂
- 德國僑民學校（今天津台灣路小學）

## 名人故居
- 张勋旧宅
- 刘冠雄故居
- 黎元洪故居，今解放南路256号。
- 袁克定故居，今解放南路。